# Safe (sèrie de televisió)
Safe és una sèrie dramàtica de televisió britànica creada per l'autor del crim Harlan Coben i escrita principalment pel guionista Danny Brocklehurst. Ambientada a Anglaterra, la sèrie és una producció de Canal+, amb C8 que emet a França i Netflix internacionalment fora de França. La sèrie va començar a rodar-se a Manchester, Liverpool i Cheshire el juliol de 2017. Consta de vuit episodis que es van estrenar a 190 països el 10 de maig de 2018. S'ha doblat al català per TV3.

## Sinopsi
Safe se centra en el britànic Tom Delaney (Hall), un cirurgià pediàtric i pare vidu de dues filles adolescents. Està lluitant per connectar amb les seves filles, ja que encara pateixen la pèrdua de la seva mare morta per càncer un any abans. Després que la seva filla Jenny, de 16 anys, desaparegui, Tom descobreix una xarxa de secrets mentre la busca frenèticament.

## Repartiment
- Michael C. Hall com a Tom Delaney, vidu de la dona Rachel, cirurgià[3]
- Amanda Abbington com a Sophie Mason, sergent detectiu es va associar amb l'Emma, la xicota i veïna de Tom[3]
- Amy James-Kelly com a Jenny Delaney, de 16 anys, filla gran de Tom, núvia de Chris
- Isabelle Allen com a Carrie Delaney, la filla menor de Tom
- Marc Warren com a Pete Mayfield, el millor amic i company d'en Tom[6]
- Hannah Arterton com a Emma Castle, el detectiu policia es va traslladar de la gran ciutat
- Emmett J. Scanlan com a Josh Mason, l'exmarit de la Sophie que viu en una caravana estacionada a la seva calçada[6]
- India Fowler com a Ellen Mason, la filla de la Sophie
- Louis Greatorex com a Henry Mason, el fill adolescent de la Sophie
- Freddie Thorp com a Chris Chahal, el fill de Zoé i Neil, i el xicot de 19 anys de la Jenny
- Audrey Fleurot com a Zoé Chahal, mare de Chris, professor de francès acusat d'irregularitat[6]
- Joplin Sibtain com a Neil Chahal, el marit de la Zoé
- Imogen Gurney com a Tilly Chahal, la filla de la Zoé i en Neil
- Amy-Leigh Hickman com a Sia Marshall, la companya de classe narcotraficant d'en Jenny
- Nigel Lindsay com a Jojo Marshall, el pare de la Sia[6]
- Laila Rouass com a Lauren Marshall, la mare de la Sia[6]
- Milo Twomey com a Archie "Bobby" Roberts, propietari d'un bar de temàtica dels anys 80 anomenat Heaven
- Hero Fiennes Tiffin com a Ioan Fuller, un adolescent que pot saber alguna cosa sobre la desaparició de la Jenny
- Karen Bryson com a Helen Crowthorne, veïna de la família Delaney